# Aurora, Ceará
Aurora este un oraș în statul Ceará (CE) din Brazilia.